# Friedrich-Bathildis-Medaille
Die Friedrich-Bathildis-Medaille wurde am 24. Dezember 1915 von Fürst Friedrich von Waldeck gestiftet und nach ihm und seiner Frau Fürstin Bathildis benannt. Medailleur war Rudolf Kowarzik.
Die Auszeichnung konnte an alle Personen verliehen werden, die „sich während der schweren Zeit des Krieges im Dienste der Nächstenliebe durch hervorragende, opferwillige Tätigkeit auf dem Gebiet der Kriegsfürsorge besonders ausgezeichnet haben“.
Die bronzene Medaille zeigt auf der Vorderseite das Abbild des Stifters und seiner Gemahlin mit der umlaufenden Inschrift FRIEDRICH-BATHILDIS F. u F. z. W. u. P. Umseitig steht FÜR TREUES WIRKEN IN EISERNER ZEIT 1915.
Das Ordensband ist rotgewässert mit schwarz-gelben Streifen.

Vorderseite der Medaille
Rückseite der Medaille